# Actinopyga palauensis
Actinopyga palauensis is een zeekomkommer uit de familie Holothuriidae.
De wetenschappelijke naam van de soort werd in 1944 gepubliceerd door Albert Panning.